# 레지나 (몰도바)

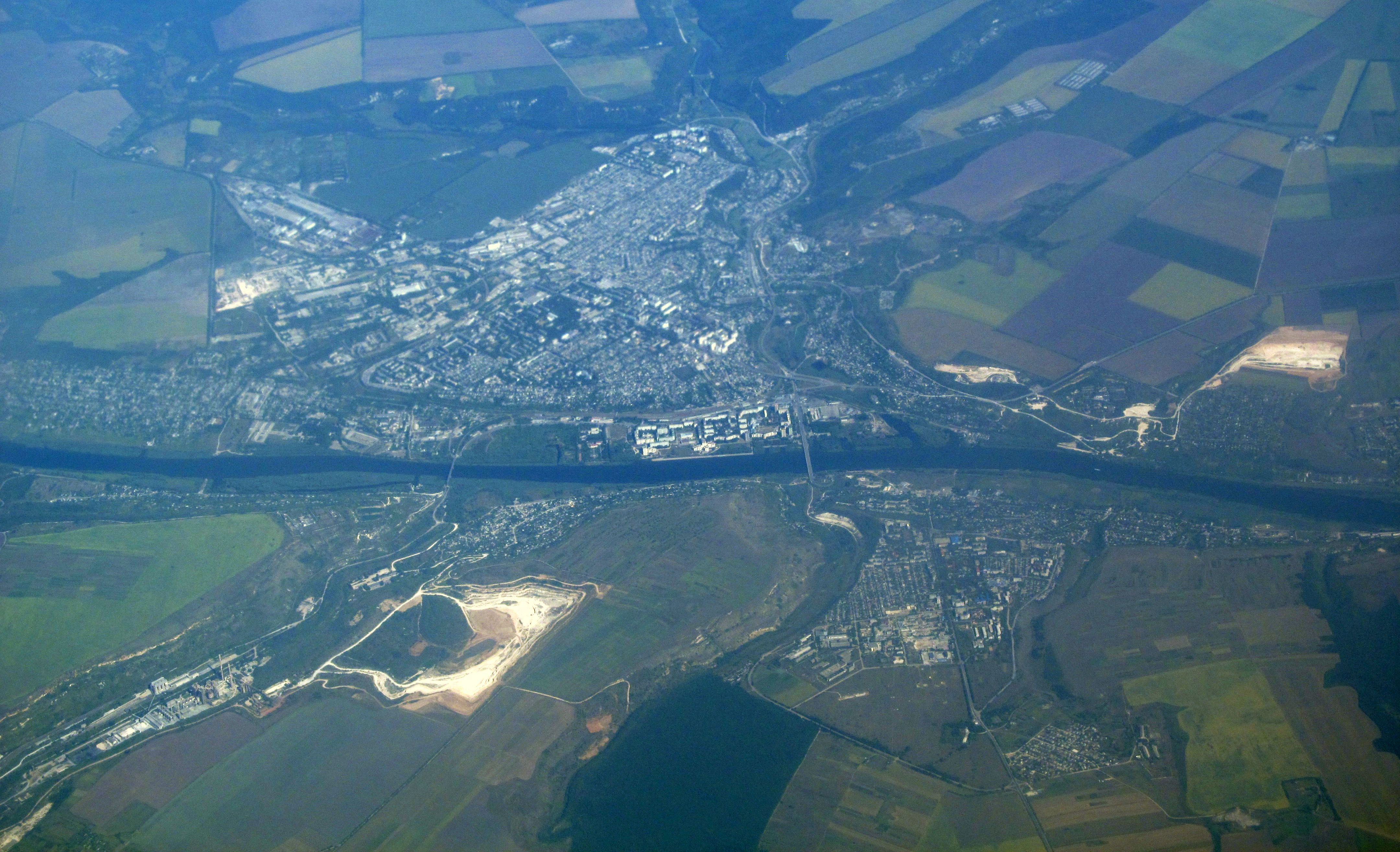
레지나와 그 근방을 찍은 조감도

레지나(루마니아어: Rezina)는 몰도바의 도시로 레지나구의 행정 중심지이다.